# (2873) Binzel
(2873) Binzel ist ein Asteroid des Hauptgürtels, der am 28. März 1982 vom US-amerikanischen Astronomen Edward L. G. Bowell an der Anderson Mesa Station (Sternwarten-Code 688) des Lowell-Observatoriums in Coconino County entdeckt wurde.
Der Asteroid ist nach dem US-amerikanischen Astronomen und Professor für Planetologie am Massachusetts Institute of Technology Richard P. Binzel (* 1958) benannt, der 1995 den ersten Entwurf der Turiner Skala vorstellte.